# (100000) Astronáutica
(100000) Astronáutica es un asteroide que forma parte del cinturón interior de asteroides, descubierto el 28 de septiembre de 1982 por James B. Gibson desde el Observatorio del Monte Palomar, Estados Unidos.

## Designación y nombre
Designado provisionalmente como 1982 SH1. Fue nombrado Astronáutica en homenaje al cincuenta aniversario del comienzo de la era espacial, inaugurado por el lanzamiento del primer satélite artificial de la Tierra el 4 de octubre de 1957. El nombre está asociado con este número significativo, ya que el espacio se define comenzar a una altitud de 000 a 100 metros sobre la superficie de la tierra.

## Características orbitales
Astronáutica está situado a una distancia media del Sol de 1,904 ua, pudiendo alejarse hasta 2,071 ua y acercarse hasta 1,738 ua. Su excentricidad es 0,087 y la inclinación orbital 21,19 grados. Emplea 960 días en completar una órbita alrededor del Sol.

## Características físicas
La magnitud absoluta de Astronáutica es 16,9.